# Maria Vidal
Maria Elena Vidal (Miami, 1º agosto 1960) è una cantante statunitense.

## Infanzia
Maria Vidal nasce a Miami, in Florida, da genitori di origine ispanica. Da giovanissima conosce Desmond Child e i due iniziano a scrivere insieme le prime canzoni che lanciano la carriera di Maria, mentre continua a lavorare inizialmente in una tavola calda. A causa della sua lieve somiglianza fisica all'attrice italiana Gina Lollobrigida, viene soprannominata dal titolare e dai colleghi "Gina".

## Carriera
Raggiunge la notorietà con la canzone Body Rock (48º posto nella Hot 100) del 1984 che diventa anche la canzone dell'omonimo film Body Rock. La canzone raggiunge l'ottavo posto nella classifica statunitense e l'undicesimo in quella del Regno Unito.
La Vidal originariamente è un membro della band Desmond Child & Rouge seguendo successivamente una carriera da solista con l'omonimo album di debutto registrato nel 1987. L'album include il singolo "Do Me Right" scritto dall' ex-compagno Desmond Child.
Dopo l'allontanamento dai riflettori Maria Vidal prosegue la sua carriera artistica collaborando ai lavori di altri famosi artisti, tra cui spicca Belinda Carlisle, per la quale ha coscritto le canzoni Summer Rain e California.

### Vita privata
Ha sposato il noto produttore Rick Nowels.